# Mekhongthelphusa brandti
Mekhongthelphusa brandti is een krabbensoort uit de familie van de Gecarcinucidae. De wetenschappelijke naam van de soort is voor het eerst geldig gepubliceerd in 1968 door Bott.